# Petrobrusianos

Los petrobrusianos fueron una secta cristiana fundada en el siglo XII. 
El nombre se toma de Pedro de Bruys, oriundo de la Provenza. De Bruys no negaba el bautismo de los niños y su visión de la  Eucaristía era memorial. Estuvo en contra de  las preces por los difuntos y del culto a las imágenes. Varios de sus discípulos serían los precursores de los albingenses.
Pedro de Bruys fue quemado vivo en San Egidio, diócesis de Nimes, el año de 1131.